# Фронт за национално освобождение
Фронтът за национално освобождение (на арабски: جبهة التحرير الوطني) е лявоцентристка лявонационалистическа политическа партия в Алжир.
Тя е основана през 1954 година като движение на независимост на страната, а след нейното постигане установява еднопартиен авторитарен режим. През 90-те години политическата система е частично либерализирана, но Фронтът за национално освобождение остава доминираща партия и продължава да управлява с помощта на няколко нови партии, с които формира трайна коалиция.
На парламентарните избори през 2012 година Фронтът за национално освобождение получава 220 от 462-те места в долната камара на парламента.